# 国民議会 (モーリタニア)
国民議会（こくみんぎかい、アラビア語: الجمعية الوطنية, フランス語: Assemblée Nationale）は、モーリタニアの立法府である。

## 概要
一院制、定数176、任期5年。